# Aviaconversija

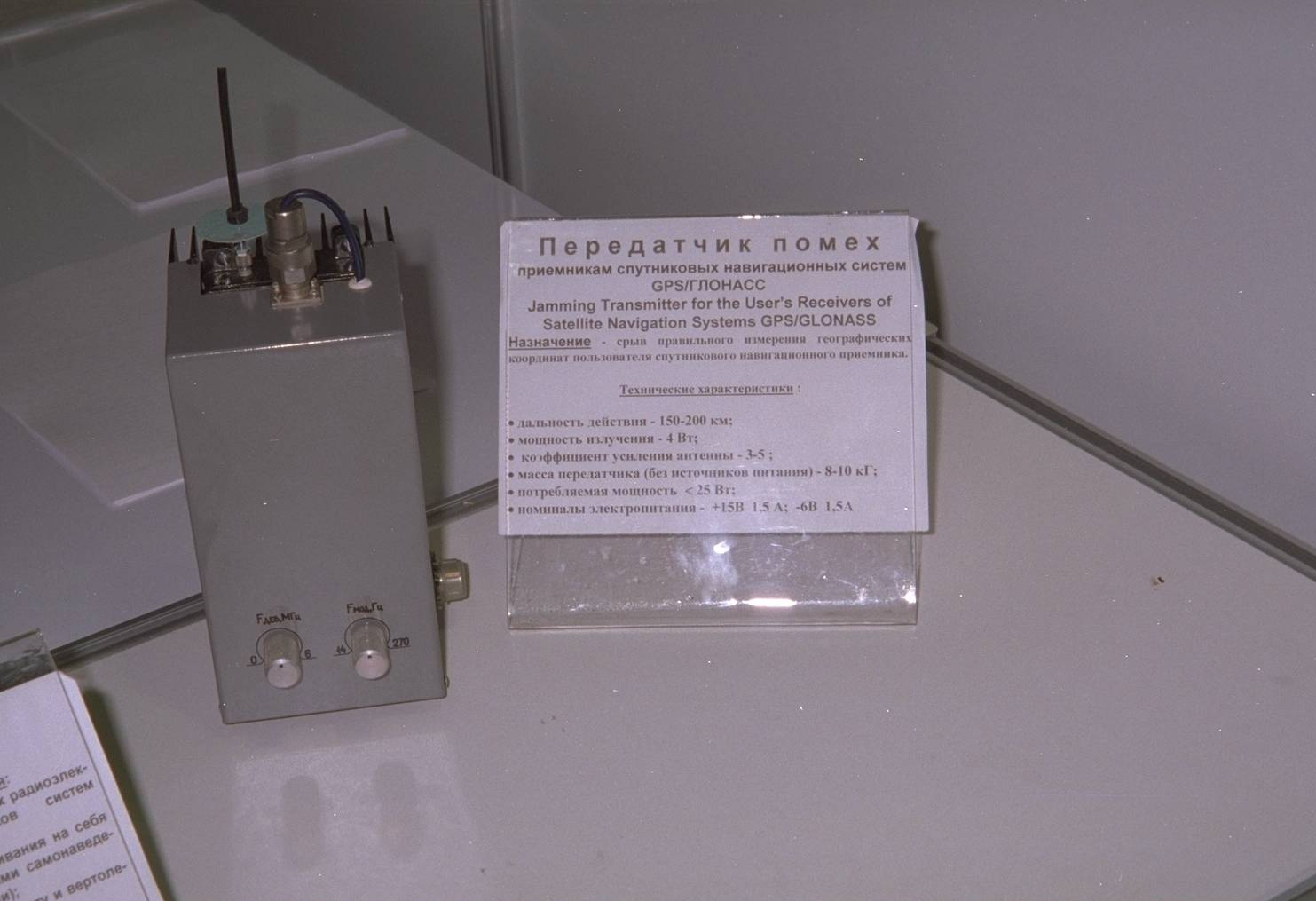
il jammer GPPS/GLONASS presentato all'Air Show Moscow dell'agosto 1997

La Aviaconversiya (in Russo: АВИАКОНТРОЛЬ) era una ditta russa con sede a Mosca costruttrice  di dispositivi per contromisure elettroniche per impiego terrestre. La ditta è specializzata nella costruzione di dispositivi in grado di disturbare (jamming) i ricevitori dei sistemi di navigazione satellitare GPS.
Il National Air Intelligence Center, NAIC nel suo ruolo di responsabile della raccolta di informazioni per il governo USA relative alle tecnologie aerospaziali di altri paesi, si interessò alla Aviaconversiya sul finire degli anni novanta. L'interesse si concretizzò in un rapporto redatto dopo la visione presso l'esposizione aeronautica Moscow Air Show a Mosca dell'agosto 1997. In quella sede il proprietario di Aviaconversiya, Oleg Antonov, nel corso di colloqui dichiarò che il sistema di loro progettazione era già funzionante e efficace nel raggio di 200 km. Non venne dichiarato dal costruttore il nome dei paesi acquirenti, ma fu genericamente indicata l'area del medio oriente. Venne inoltre dichiarato che nel corso di sperimentazioni effettuate con il concorso delle forze armate Russe, erano stati alterati con successo i valori di rilevamento di alcuni ricevitori commerciali GPS e GLONASS, mentre sperimentazioni ulteriori erano in corso con antenne direzionali e contro le modalità militari GPS.

Il disturbatore veniva offerto nella versione con 4 Watt di potenza a meno di 4 000 dollari.

Dopo il rapporto menzionato, il Dipartimento della Difesa USA ha sensibilizzato i propri fornitori di ricevitori satellitari sulla problematica, ma nel contempo ha firmato contratti con la società russa per oltre 600 000 dollari negli anni dal 1999 al 2002 per forniture di strumenti di comunicazione e generatori di segnali non meglio precisati.
Secondo fonti occidentali, i disturbatori Aviaconversiya sono stati utilizzati nei pressi di Baghdad dagli Iracheni durante il governo di Saddam Hussein con lo scopo di alterare il funzionamento dei ricevitori GPS utilizzati dalle forze armate della coalizione multinazionale che ha partecipato alla guerra in Iraq del 2003, in particolare con l'intento di peggiorare la precisione dei sistemi d'arma a guida satellitare come missili da crociera, bombe guidate, aerei, velivoli senza pilota (UAV) e veicoli corazzati.